# Patrik Iľko
Patrik Iľko (ur. 16 lutego 2001 w Bardejowie) – słowacki piłkarz grający na pozycji napastnika w klubie MŠK Žilina.

## Kariera juniorska
Iľko grał jako junior w FK ŠK Fričkovce (do 2012), na wypożyczeniu w TJ Pokrok Abrahámovce (2011–2012), Partizánie Bardejów (2012–2017) i w MŠK Žilina (2017–2019).

## Kariera seniorska

### MŠK Žilina
Iľko zadebiutował w pierwszej drużynie MŠK Žilina 13 sierpnia 2019 w meczu Pucharu Słowacji z ŠK Odeva Lipany (1:0). Pierwszą bramkę zdobył 11 lipca 2020 w wygranym 5:0 spotkaniu przeciwko MFK Zemplín Michalovce.
W latach 2018–2024 Iľko występował w rezerwach MŠK Žilina. Rozegrał dla nich 29 meczów i strzelił 7 goli.

## Kariera reprezentacyjna

### Młodzieżowe reprezentacje Słowacji
W 2018 Iľko rozegrał 8 meczów dla reprezentacji Słowacji U-17, w których strzelił 2 gole. W 2019 pięciokrotnie zagrał w barwach kadry Słowacji U-18 oraz siedmiokrotnie w reprezentacji Słowacji U-19. W latach 2021–2022 rozegrał 7 meczów dla kadry Słowacji U-21, strzelił w nich 2 gole.

## Statystyki

### Klubowe
(aktualne na dzień 29 czerwca 2025)
| Klub               | Sezon              | Liga               | Liga  | Liga   | Puchar kraju | Puchar kraju | Europa | Europa | Suma  | Suma   |
| Klub               | Sezon              | Liga               | Mecze | Bramki | Mecze        | Bramki       | Mecze  | Bramki | Mecze | Bramki |
| ------------------ | ------------------ | ------------------ | ----- | ------ | ------------ | ------------ | ------ | ------ | ----- | ------ |
| MŠK Žilina II      | 2018/19            | II liga słowacka   | 7     | 0      | 0            | 0            | –      | –      | 7     | 0      |
| MŠK Žilina II      | 2019/20            | II liga słowacka   | 4     | 0      | 0            | 0            | –      | –      | 4     | 0      |
| MŠK Žilina II      | 2020/21            | II liga słowacka   | 7     | 3      | 0            | 0            | –      | –      | 7     | 3      |
| MŠK Žilina II      | 2021/22            | II liga słowacka   | 7     | 3      | 0            | 0            | –      | –      | 7     | 3      |
| MŠK Žilina II      | 2022/23            | II liga słowacka   | 3     | 1      | 0            | 0            | –      | –      | 3     | 1      |
| MŠK Žilina II      | 2024/25            | II liga słowacka   | 1     | 0      | 0            | 0            | –      | –      | 1     | 0      |
| MŠK Žilina II      | Ogólnie            | Ogólnie            | 29    | 7      | 0            | 0            | 0      | 0      | 29    | 7      |
| MŠK Žilina         | 2019/20            | I liga słowacka    | 7     | 1      | 1            | 0            | –      | –      | 8     | 1      |
| MŠK Žilina         | 2020/21            | I liga słowacka    | 16    | 4      | 1            | 1            | 1      | 0      | 18    | 5      |
| MŠK Žilina         | 2021/22            | I liga słowacka    | 24    | 3      | 5            | 0            | –      | –      | 28    | 3      |
| MŠK Žilina         | 2022/23            | I liga słowacka    | 28    | 1      | 3            | 0            | –      | –      | 31    | 1      |
| MŠK Žilina         | 2023/24            | I liga słowacka    | 30    | 5      | 3            | 0            | 1      | 0      | 34    | 5      |
| MŠK Žilina         | 2024/25            | I liga słowacka    | 31    | 1      | 4            | 3            | –      | –      | 35    | 4      |
| MŠK Žilina         | 2025/26            | I liga słowacka    | 0     | 0      | 0            | 0            | 0      | 0      | 0     | 0      |
| MŠK Žilina         | Ogólnie            | Ogólnie            | 136   | 15     | 17           | 4            | 2      | 0      | 155   | 19     |
| Ogólnie w karierze | Ogólnie w karierze | Ogólnie w karierze | 165   | 22     | 17           | 4            | 2      | 0      | 184   | 26     |

### Reprezentacyjne
(aktualne na dzień 29 czerwca 2025)
| Reprezentacja      | Rok                | Mecze | Bramki |
| ------------------ | ------------------ | ----- | ------ |
| Słowacja U-17      | 2018               | 8     | 2      |
| Ogólnie            | Ogólnie            | 8     | 2      |
| Słowacja U-18      | 2019               | 5     | 0      |
| Ogólnie            | Ogólnie            | 5     | 0      |
| Słowacja U-19      | 2019               | 7     | 0      |
| Ogólnie            | Ogólnie            | 7     | 0      |
| Słowacja U-21      | 2021               | 3     | 1      |
| Słowacja U-21      | 2022               | 4     | 2      |
| Ogólnie            | Ogólnie            | 7     | 3      |
| Ogólnie w karierze | Ogólnie w karierze | 27    | 5      |